# Chapiteau Dimuntu
Chapiteau Dimuntu Kinzie est un boxeur congolais (RDC).

## Biographie
Il est médaillé d'argent dans la catégorie des moins de 92 kg aux Championnats d'Afrique de boxe amateur 2022 à Maputo, s'inclinant en finale face au Camerounais Paul Donatien.